# Antipatros (Koroplast)
Antipatros (altgriechisch Ἀντίπατρος) war ein griechischer Koroplast, der im 1. Jahrhundert in Myrina in Kleinasien tätig war.
Antipatros ist nur von einer Signatur auf einer Tonstatuette eines Hahns bekannt. Die Statuette befindet sich heute im Archäologischen Museum Istanbul.